# Bất khả tư nghị
Bất khả tư nghị hay không thể nghĩ bàn (zh. bùkěsīyì, 不可思議, sa. acintya, pi. acinteyya, ja. fukashigi), nghĩa là "không thể nào suy nghĩ bàn luận ra được", vượt ngoài lý luận; câu này dùng để tả cái tuyệt đối, chỉ có ai đạt giác ngộ mới biết. Cũng gọi ngắn là không nghĩ bàn (不思議, bất tư nghị). Không thể nghĩ bàn có thể hiểu là những hiện tượng siêu hình, những kinh nghiệm cá nhân không thể dùng ngôn ngữ thông thường để diễn tả được.

## Kinh điển

### Tăng chi Bộ
Phật Thích-ca Mâu-ni khuyên:
- Có bốn điều này không thể nghĩ đến được, này các Tỳ-khưu, nếu nghĩ đến, thời người suy nghĩ có thể đi đến cuồng loạn và thống khổ.
Thế nào là bốn?
Cõi giới của các vị Bụt (pi. buddhavisaya), này các Tỳ-khưu, không thể nghĩ đến được, nếu nghĩ đến, thời người suy nghĩ có thể đi đến cuồng loạn và thống khổ.
Thiền giới của người ngồi Thiền (pi. jhāna-visaya), này các Tỳ-khưu, không thể nghĩ được, nếu nghĩ... thống khổ.
Quả dị thục của nghiệp (pi. kamma-visaya), này các Tỳ-khưu, không thể nghĩ đến được, nếu nghĩ đến... thống khổ.
Tâm tư thế giới (pi. lokacintā), này các Tỳ-khưu, không thể nghĩ đến được, nếu nghĩ đến thời có thể đi đến cuồng loạn và thống khổ.
TĂNG CHI BỘ KINH, Chương IV, phẩm Không hý luận, phần Không thể nghĩ đến được

### Tăng nhất A-hàm
Tôi nghe như vầy: Một thời Phật ở nước Xá-vệ, rừng Kỳ-đà, vườn Cấp Cô Độc. Bấy giờ Thế Tôn bảo các Tỳ-kheo: - Có bốn việc trọn không thể tư duy. Thế nào là bốn? Chúng sanh không thể nghĩ bàn, thế giới không thể nghĩ bàn, nước rồng không thể nghĩ bàn, cõi Bụt không thể nghĩ bàn. Vì sao thế? Vì không do (biết) chỗ này mà được đến Diệt tận Niết-bàn. Thế nào là chúng sanh bất khả tư nghì? Chúng sanh này từ đâu đến? Từ đâu đi? Lại bắt đầu từ chỗ nào? Từ chỗ này chết sẽ sanh chỗ nào?' Đấy là chúng sanh không thể nghĩ bàn (chẳng thể suy nghĩ). Thế nào là thế giới không thể nghĩ bàn? Có những người tà kiến cho rằng thế giới đoạn diệt, thế giới chẳng đoạn diệt; thế giới hữu biên, thế giới vô biên, là mạng, là thân, chẳng phải mạng, chẳng phải thân; do Phạm thiên tạo ra; các nguyên tố quỷ thần làm ra thế giới v.v... Bấy giờ Thế Tôn liền nói kệ: Phạm thiên tạo nhân dân, Thế gian quỷ làm ra Hoặc rồng, các quỷ làm. Lời này ai sẽ đúng? Dục sân trói buộc mình Cả ba đều cùng hạng. Tâm chẳng được tự tại. Thế tục có tai biến. Này các Tỳ-khưu!Đấy là thế gian không thể nghĩ bàn. Thế nào là cõi rồng không thể nghĩ bàn? Thế nào? Trận mưa này là từ miệng rồng phun ra chăng? Vì sao thế? Giọt mưa không từ miệng rồng ra. Là từ mắt, tai, mũi ra chăng? Đây cũng không thể nghĩ suy. Vì sao thế? Giọt mưa không từ mắt, tai, mũi ra mà là do ý nghĩ của rồng. Nếu rồng nghĩ ác cũng mưa, nghĩ thiện cũng mưa thì cũng do hạnh của mình mà làm mưa này. Vì sao thế? Nay trong núi Sineru có Trời tên là Đại Lực biết tâm niệm chúng sanh, cũng hay làm mưa. Nhưng mưa không từ miệng Trời kia ra, hay mắt, tai, mũi phun ra mà là đều do thần lực của Trời kia nên làm mưa được. Như thế, Tỳ-khưu! Cảnh giới rồng không thể nghĩ bàn. Thế nào là cõi Bụt không thể nghĩ bàn? Thân Như Lai là do cha mẹ tạo ra chăng? Đây cũng chẳng thể nghĩ vậy. Vì sao thế? Thân Như Lai thanh tịnh không dơ uế, nhận khí của các vị Trời là do người tạo ra chăng? Đây cũng không thể nghĩ bàn. Vì sao thế? Vì vượt quá hành động của người. Thân Như Lai là thân lớn? Đây cũng chẳng thể nghĩ bàn. Vì sao thế? Thân Như Lai là chẳng thể tạo ác, chẳng phải chỗ các vị Trời đến được. Như Lai hưởng thọ ngắn chăng? Đây cũng chẳng thể nghĩ bàn. Vì sao thế? Như Lai có Bốn thần túc. Như Lai sống mãi chăng? Đây cũng chẳng thể nghĩ bàn. Vì sao thế? Vì Như Lai đã chu toàn cho thế gian; cùng tương ưng với quyền phương tiện lành. Thân Như Lai chẳng thể đo lường, không thể nói cao, nói thấp, âm thanh cũng chẳng thể có phép tắc. Phạm âm của Như Lai, trí tuệ biện tài của Như Lai chẳng thể nghĩ bàn, người thế gian không sánh kịp. Như thế, cảnh giới Bụt không thể nghĩ bàn. Như thế, Tỳ-khưu! Có bốn việc này không thể nghĩ bàn, không phải chỗ nghĩ bàn của người thường, mà bốn việc này chẳng phải cội rễ lành, cũng không do đây mà tu được Phạm hạnh, không đến được chỗ thôi dứt, cũng chẳng tới được Niết-bàn, chỉ khiến người cuồng loạn tâm ý, lầm lẫn khởi các nghi kết. Vì sao thế? Tỳ-khưu nên biết! Quá khứ lâu xa, trong thành Shravasti này có một người nghĩ; 'Này ta nên suy nghĩ về thế giới'. Bấy giờ người ấy ra khỏi thành Shravasti, đến bên một ao hoa, ngồi kiết-già tư duy về thế giới: 'Thế giới này thành như thế nào, hoại như thế nào? Ai tạo thế giới này? Chúng sanh này từ đâu tới từ đâu ra sanh lúc nào?' Lúc người ấy đang suy nghĩ thì thấy trong ao hoa có bốn binh chủng ra vào. Người ấy liền nghĩ: 'Nay ta tâm ý cuồng loạn, lầm lẫn. Thế gian không có, nay ta lại thấy'. Người ấy trở vào thành Shravasti, trong làng xóm nói rằng: - Các vị Hiền giả nên biết! Thế gian không có mà nay tôi lại thấy. Bấy giờ, nhiều người bảo người ấy: - Thế nào là thế gian không có mà nay Ông thấy? Người ấy đáp mọi người: - Vừa rồi, tôi suy nghĩ xem thế giới từ đây sanh, mới đi ra khỏi thành Shravasti đến bên ao hoa nghĩ ngợi: 'Thế giới từ đâu lại? Ai tạo thế giới này? Chúng sanh này từ đâu đến, do ai sanh? Nếu người mạng chung sẽ đi về đâu?'. Tôi đang suy nghĩ thì thấy trong ao hoa có bốn binh chủng ra vào. Thế giới không có mà nay tôi thấy. Mọi người bảo người ấy: - Như Ông thật là cuồng loạn ngu si. Trong ao hoa làm gì có bốn binh chủng được? Trong số những người ngu ngốc trong thế giới, Ông ngu nhất. Thế nên, Tỳ-khưu! Ta quán nghĩa này xong, nên nói với các Thầy. Vì cớ sao? Đây chẳng phải là gốc lành công đức, chẳng tu được Phạm hạnh, cũng chẳng đến được Niết-bàn. Nhưng suy nghĩ như thế ắt khiến người tâm ý cuồng loạn. Tỳ-khưu nên biết! Người ấy thực thấy bốn binh chủng. Vì sao thế? Ngày xưa, các vị Trời cùng Asura đánh nhau, các vị Trời thắng, Asura thua. Bấy giờ Asura sợ hãi, hóa hình hết sức nhỏ, chui qua lỗ ngó sen, mắt Bụt mới thấy được, chẳng phải người khác thấy đến. Thế nên, các Tỳ-khưu! Hãy suy nghĩ về Bốn Sự Thật? Vì sao thế? Bốn Sự Thật này có nghĩa, có lý, tu được Phạm hạnh, hành pháp Sa-môn, đến được Niết-bàn. Thế nên, các Tỳ-khưu! Hãy xa lìa Pháp của thế giới này. Hãy tìm phương tiện suy nghĩ Bốn Sự Thật. Như thế, các Tỳ-khưu, hãy học điều này. Bấy giờ các Tỳ-khưu nghe Bụt dạy xong, vui vẻ vâng làm.
TĂNG NHẤT A HÀM KINH - XXIX. Phẩm Khổ lạc